# Babe's School Days
Babe's School Days é um curta-metragem mudo norte-americano de 1915, do gênero comédia, dirigido por Will Louis e estrelado por Oliver Hardy.

## Elenco

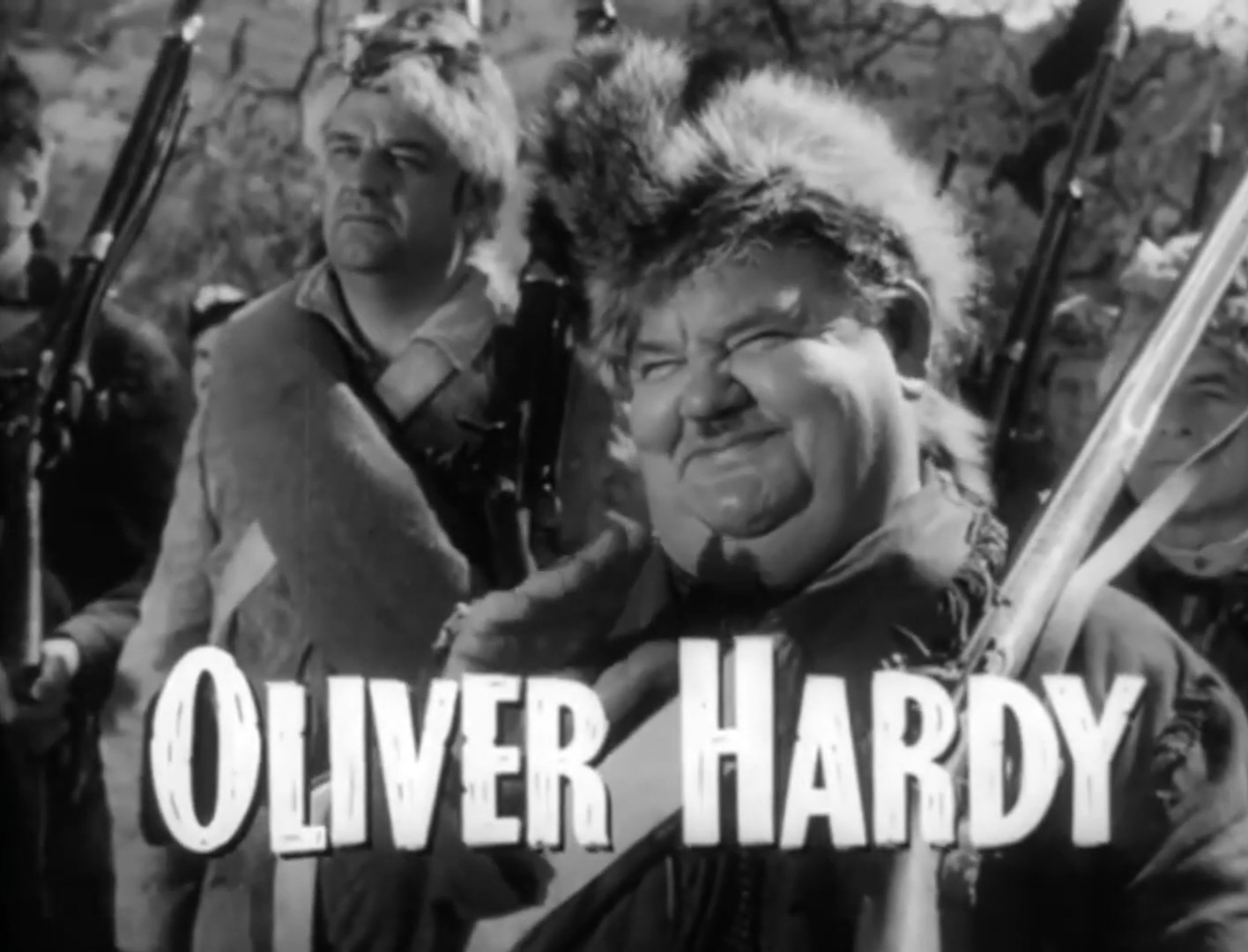
Oliver Hardy

- Oliver Hardy - Ikie Ikestein (como Babe Hardy)
- James Levering - Levi Ikestein